# Susan Montgomery
M. Susan Montgomery (Lansing, 2 de abril de 1943) é uma matemática estadunidense, especialista em álgebra não-cumutativa, em particular álgebra de Hopf.

## Formação
Montgomery recebeu um B.A. em 1965 pela Universidade de Michigan e um Ph.D. em matemática pela Universidade de Chicago em 1969, orientada por Israel Herstein.

## Carreira
Após obter o Ph.D. passou um ano no corpo docente da Universidade DePaul. Ingressou no corpo docente da Universidade do Sul da Califórnia (USC) em 1970 e foi promovida a professora em 1982. Foi chefe do Departamento de Matemática da USC de 1996 a 1999.
Escreveu cerca de cem artigos científicos e vários livros, dos quais Hopf algebras and their actions on rings é seu trabalho mais citado. Este livro inclui uma discussão da teoria de Hopf-Galois, uma área para a qual Montgomery contribuiu significativamente, e uma introdução à teoria quântica de grupos.
Em 2012 foi selecionada como fellow da American Mathematical Society e fellow da Associação Americana para o Avanço da Ciência.